# Aura Abranches
Aura Abranches Ruas Pinto Grijó, mais conhecida por Aura Abranches (Anjos, Lisboa, 9 de maio de 1892 — São Mamede, Lisboa, 22 de março de 1962) foi uma atriz e dramaturga portuguesa.

## Biografia
Filha do empresário Luís Gonzaga Viana Ruas e de sua mulher, a atriz Adelina Abranches, nasceu na Rua das Olarias, número 95, 1.º andar, da freguesia dos Anjos, sendo irmã do cantor e também actor Alfredo Ruas. Fez os estudos preparatórios no Convento do Santíssimo Sacramento, em Alcântara. Estreou-se em 1908 no Teatro D. Maria II, na comédia Zefa.
Foi uma das primeiras figuras do teatro português na primeira metade do século XX. Fez diversas digressões artísticas a África e a vários estados do Brasil, à frente da Companhia Abranches-Chaby Pinheiro. Além do teatro, trabalhou em cinema. Estreou-se em Lisboa, Crónica Anedótica (1930), de Leitão de Barros, seguindo-se Rosa de Alfama (1953) e Dois Dias no Paraíso (1958). O papel de Dona Felicidade em O Primo Basílio (1959), de António Lopes Ribeiro, foi a sua derradeira aparição cinematográfica. Nos últimos anos de vida, colaborou activamente em folhetins e em teatro radiofónico na Emissora Nacional e na Radiotelevisão Portuguesa.
Pertenceu ao elenco da Companhia Rey Colaço-Robles Monteiro. Obteve grande êxito em peças como O Amigo de Peniche, Auto da Barca do Inferno, Conde Barão, Blanchette e A Alegria de Viver. Casou a 21 de Fevereiro de 1916 com o ator Joaquim Pinto Grijó, enviuvando em 1934. Foi mãe do ceramista Fernando Abranches Ruas Pinto Grijó.
Como escritora dramática, escreveu Madalena Arrependida, peça estreada no Brasil em 1922, Aquele Olhar, Três Cães a Um Osso, Comédia da Vida em colaboração com Branca de Gonta Colaço. Publicou as Memórias da sua mãe, a actriz Adelina Abranches em 1947. 
Faleceu de um tumor maligno no estômago, aos 69 anos, em Lisboa, na freguesia de São Mamede, na Rua Rodrigo da Fonseca, número 95, rés-do-chão, onde residia, sendo sepultada no jazigo de família, no Alto de São João.